# Pivijay
Pivijay é um município da Colômbia, localizado no departamento de Magdalena.